# Coelorachis ramosa
Coelorachis ramosa är en gräsart som först beskrevs av Eugène Pierre Nicolas Fournier, och fick sitt nu gällande namn av George Valentine Nash. Coelorachis ramosa ingår i släktet Coelorachis, och familjen gräs. Inga underarter finns listade i Catalogue of Life.